# Plaques de matrícula de Florida

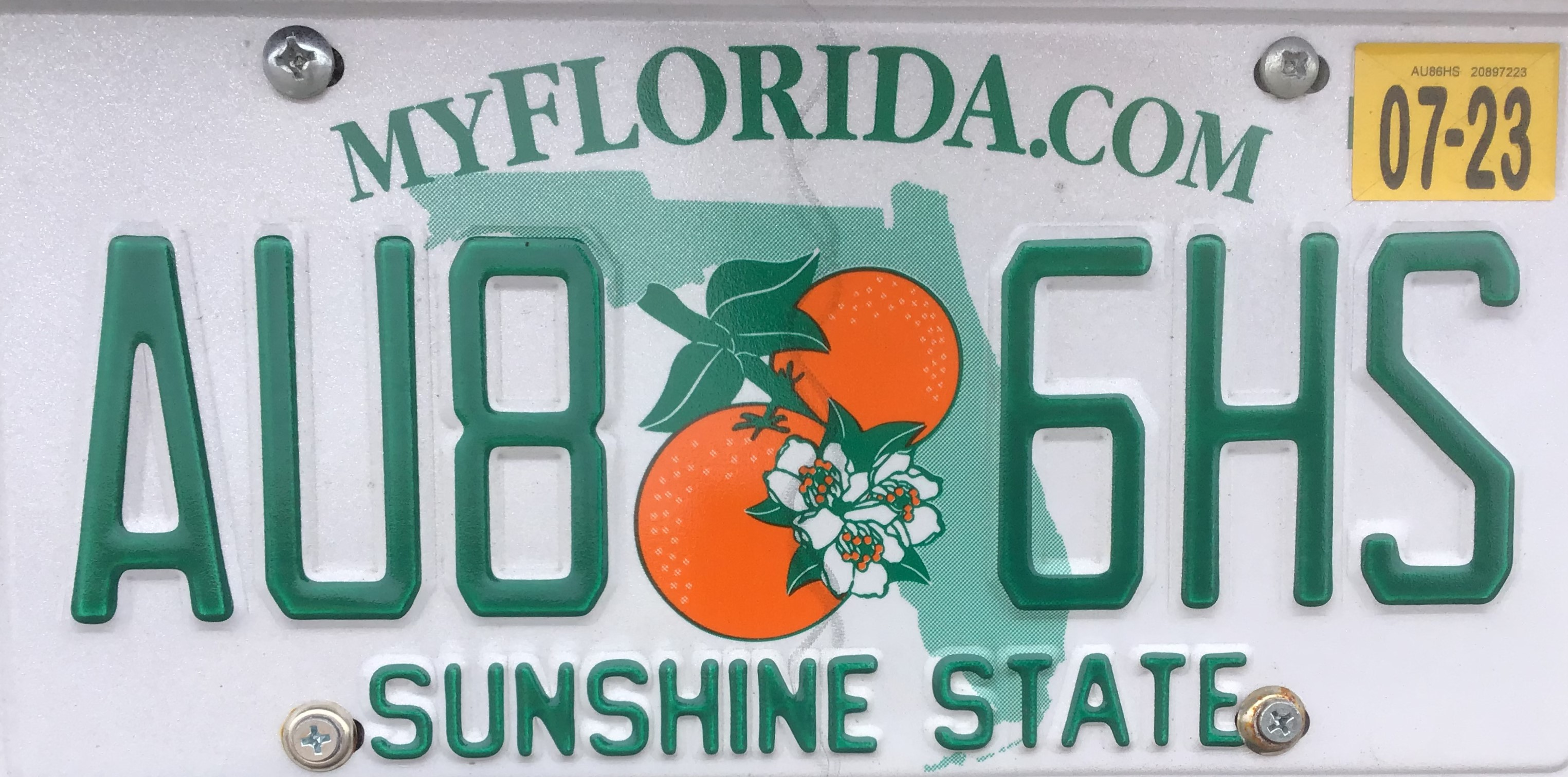
Model de matrícula actual de Florida amb el lema "SUNSHINE STATE".

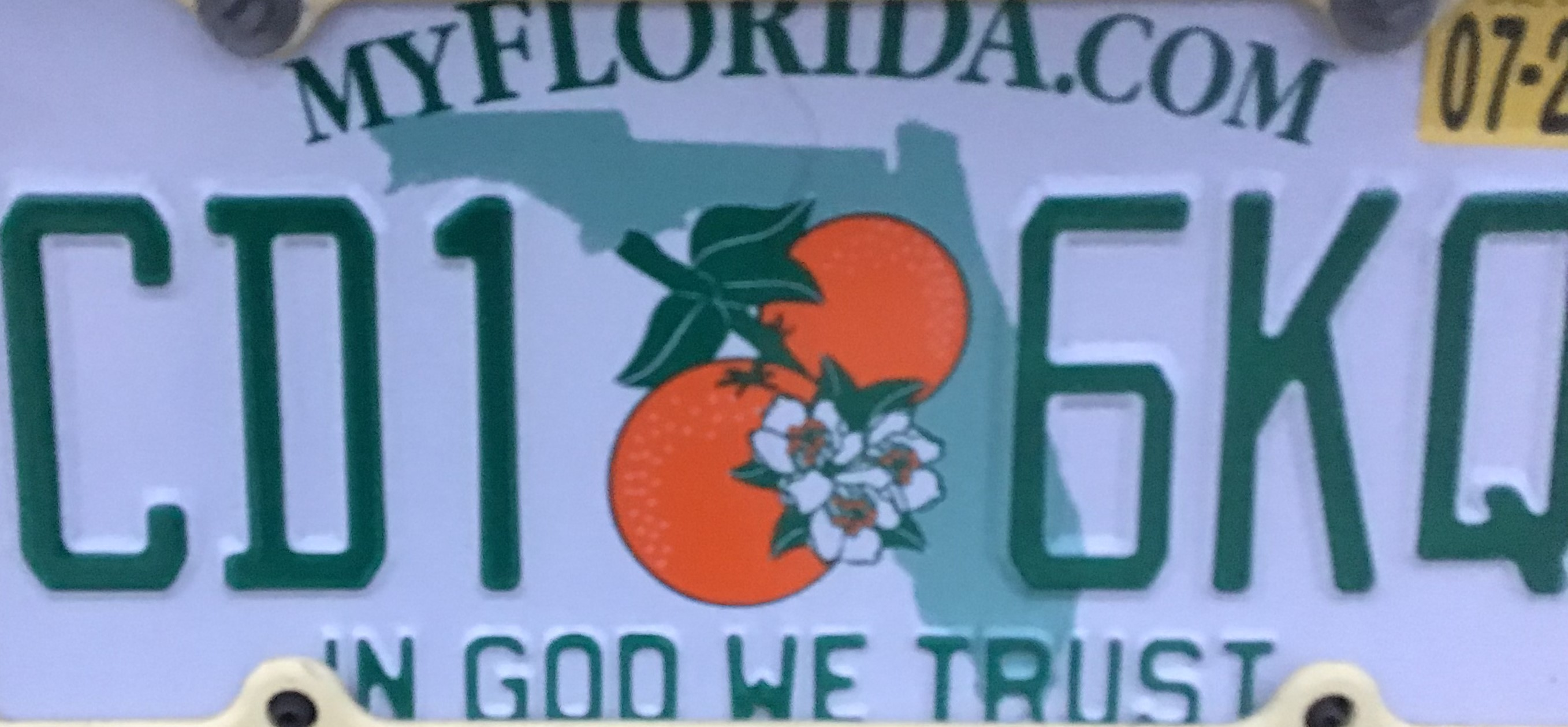
Model de matrícula actual de Florida amb el lema "IN GOD WE TRUST".

Les plaques de matrícula de Florida  es componen des del febrer de 2022 d'un sistema de combinació aleatori format per una sèrie de dues lletres, dues xifres i dues lletres més, separades per un espai en blanc en dos grups de tres caràcters (ex. AB1 2CD) de color verd sobre un fons reflectant blanc amb una imatge gràfica d'una branca de taronger en flor i dues taronges sobre la silueta del mapa de l'estat en verd. La frase "MYFLORIDA.COM", apareix centrat a la part superior juntament amb el lema centrat a la inferior. Existeix l'opció de triar entre els dos lemes "IN GOD WE TRUST" o "SUNSHINE STATE" i el nom del comtat d'emissió de la matrícula.
Actualment, les plaques les emet el Departament de Seguretat Viària i Vehicles Motoritzats de Florida (FLHSMV, per les seves sigles en anglès). Només es requereixen plaques posteriors des de l'any 1922 (amb l'excepció dels camions de gran tonatge, que requereixen plaques tant al davant com al darrere).

## Història

### Codificació per comtat
Florida va establir durant el període 1938-1975 un seguit de codis identificatius del comtat d'emissió de la placa de matrícula.
| Codi | Nom del comtat  |
| ---- | --------------- |
| 1    | Dade            |
| 2    | Duval           |
| 3    | Hillsborough    |
| 4    | Pinellas        |
| 5    | Polk            |
| 6    | Palm Beach      |
| 7    | Orange          |
| 8    | Volusia         |
| 9    | Escambia        |
| 10   | Broward         |
| 11   | Alachua         |
| 12   | Lake            |
| 13   | Leon            |
| 14   | Marion          |
| 15   | Manatee         |
| 16   | Sarasota        |
| 17   | Seminole        |
| 18   | Lee             |
| 19   | Brevard         |
| 20   | Saint Johns     |
| 21   | Gadsden         |
| 22   | Putnam          |
| 23   | Bay             |
| 24   | St. Lucie       |
| 25   | Jackson         |
| 26   | Osceola         |
| 27   | Highlands       |
| 28   | Pasco           |
| 29   | Columbia        |
| 30   | Hardee          |
| 31   | Suwannee        |
| 32   | Indian River    |
| 33   | Santa Rosa      |
| 34   | DeSoto          |
| 35   | Madison         |
| 36   | Walton          |
| 37   | Taylor          |
| 38   | Monroe          |
| 39   | Levy            |
| 40   | Hernando        |
| 41   | Nassau          |
| 42   | Martin          |
| 43   | Okaloosa        |
| 44   | Sumter          |
| 45   | Bradford        |
| 46   | Jefferson       |
| 47   | Citrus          |
| 48   | Clay            |
| 49   | Hendry          |
| 50   | Washington      |
| 51   | Holmes          |
| 52   | Baker           |
| 53   | Charlotte       |
| 54   | Dixie           |
| 55   | Gilchrist       |
| 56   | Hamilton        |
| 57   | Okeechobee      |
| 58   | Calhoun         |
| 59   | Franklin        |
| 60   | Glades          |
| 61   | Flagler         |
| 62   | Lafayette       |
| 63   | Union           |
| 64   | Collier         |
| 65   | Wakulla         |
| 66   | Gulf            |
| 67   | Liberty         |
| 68   | Oficina estatal |
| 90   | Substitucions   |

### Codificació per classe de vehicle
Durant el període 1932 i 1977, Florida va utilitzar lletres a les seves matrícules que corresponien a la classe del vehicle. Entre 1932 i 1937, les lletres es col·locaven abans o després de la part numèrica de la sèrie, depenent de l'any. Quan es van introduir els codis de comtat (a la part superior de la placa) el 1938, les lletres es col·locaven abans del codi (per exemple, G10-123 per a un camió comercial al comtat de Broward). A partir del 1939, les lletres es van col·locar després del codi, però abans de la resta de l a sèrie (per exemple, 10G-123).
Durant tot aquest període, es van utilitzar matrícules sense lletres en els vehicles de passatger. El 1932 i el 1933, es van utilitzar en automòbils que pesaven 3.000 lliures o menys; del 1934 al 1941, en automòbils que pesaven entre 2.051 i 3.050 lliures; i del 1942 al 1947, en automòbils que pesaven entre 2.001 i 2.500 lliures. A partir del 1948, es van utilitzar en automòbils que pesaven entre 2.501 i 3.500 lliures, ja que anava augmentant el pes dels automòbils.
| Lletra | Classe del vehicle |
| ------ | --- |
| B      | Remolc per a embarcació |
| BB     | Remolc privat, 501 a 1.050 lliures |
| C      | Autobús urbà |
| CV     | Vehicle comercial superior a 2.000 lb |
| D      | Vehicle de passatgers, 3.001 lliures o superior (1932–33) Vehicle de passatgers, 3.051 a 4.050 lb (1934–41) Vehicle de passatgers, 2.501 a 3.500 lb (1942–47) Vehicle de passatgers, 2.001 a 2.500 lb (1948–61) Vehicle de passatgers, 2.500 lb o inferior (des de 1962) |
| E      | Taxi, cotxes de lloguer o Limusina limosines |
| FHP    | Vehicle de la Florida Highway Patrol |
| FO     | Remolc de lloguer de més de 4.001 lb (plaques de mig any de validesa amb data de caducitat) |
| G      | Camió, 4.000 lb o inferior (1932–33) Camió comercial, 2.050 lb o inferior (des de 1934) |
| GF     | Camió de lloguer |
| GFH    | Camió de lloguer (fins 1939) |
| GH     | Camió privat, 2.051 a 3.050 lb (des de 1934) |
| GK     | Camió privat, 3.051 a 5.050 lb (des de 1934) |
| GL     | Camió privat, 5.051 lb o superior (1934–66) |
| GW     | Camió privat superior a 5.051 lb (from 1967) |
| H      | Camió, 4.001 lb o superior (1932–33) Placa de mig any (1938 fins principis de 1950) |
| HF     | Camió de lloguer superior a 4.051 lbs |
| HFH    | Vehicle de lloguer per mig any |
| HT     | Casa mòbil |
| K      | Ambulància |
| KA     | Ambulància fraccionada (1949) |
| L      | Semi-remolc |
| M      | Distribuïdor, concessionari (1932–65) |
| MC     | Membre del Congrés |
| MF     | Franquícia de distribuïdor (des de 1966) |
| MH     | Casa mòbil |
| MI     | Concessionari independent (des de 1966) |
| MT     | Concessionari de camions (des de 1966) |
| N      | Remolc de lloguer, 2.001 lb i superior |
| NN     | Remolc de lloguer, 2.000 lb i inferior |
| O      | Semi-remolc de lloguer |
| P      | Vehicle tot terreny |
| Q      | Automòbil històric |
| RB     | Ringling Brothers (vehicles de circ) |
| RP     | Béns immobles (per a cases mòbils que s'havien convertit en fixes) |
| RV     | Vehicle recreacional |
| S      | Autobús de lloguer |
| T      | Vehicle de passatgers, 2.050 lb i inferior (1934–41) Vehicle de passatgers, 2.000 lb i inferior (1942–61) |
| TA     | Tractor |
| TAF    | Tractor (mig any) |
| TD     | Tractor |
| TDF    | Tractor (mig any) |
| TE     | Tractor |
| TEF    | Tractor (mig any) |
| V      | Remolc private, 500 lb i inferior |
| W      | Vehicle de passatgers, 4.051 lb i superior (1934–41) Vehicle de passatgers, 3.501 a 4.500 lb (des de 1942) |
| WW     | Vehicle de passatgers, 4.501 lb i superior (des de 1942) |
| X      | Exempció de l'impost |

### Models de 1918 fins 1974
Florida va començar a registrar automòbils el 1905 exigint que tots els vehicles de motor es registressin i paguessin una tarifa única de 2 dòlars, i mostressin una placa posterior proporcionada pel mateix propietari amb números de 3 polzades d'alçada. Una nova llei estatal, que va entrar en vigor l'1 de gener de 1918, va modificar totes les lleis municipals anteriors. Aquesta exigia que tots els propietaris de vehicles de motor de tot l'estat es registressin, paguessin una quota anual i mostressin un parell de plaques anuals emeses per l'estat. L'any de matriculació havia de ser de l'1 de gener al 31 de desembre. Tota matriculació local per part de ciutats i comtats estava prohibida, excepte en el cas de vehicles de lloguer.
El 1956, el Canadà i els Estats Units d'Amèrica van arribar a un acord amb l'Associació Americana d'Administradors de Vehicles de Motor, l'Associació de Fabricants d'Automòbils i el Consell Nacional de Seguretat en que es concretava una mida única de les plaques de vehicles de passatgers a 150 mm per 300 mm (6 per 12 polzades), amb forats per poder-les muntar espaiats 180 mm (7 polzades), tot i que les dimensions o poden variar lleugerament segons la jurisdicció. Florida adopta aquestes mides el mateix any 1956.
| Imatge | Data d'expedició        | Disseny | Lema                                 | Combinació utilitzada                                                   | Notes |
| ------ | ----------------------- | --- | ------------------------------------ | ----------------------------------------------------------------------- | --- |
|        | 1918                    | Caràcters en relleu de color blanc sobre fons negre. En vertical "1918" i "FLA" a l'esquerra i la dreta respectivament.                   | Sense lema                           | 12345-A                                                                 | La lletra indica la classe de potència: B (25 CV o menys), C (26-40 CV) i D (41-60 CV). La mida de les plaques és de 6" x 15 1/2". |
|        | 1919                    | Caràcters en relleu de color negre sobre fons groc. "FLA 1919" a la dreta.                                                                | Sense lema                           | 12345-A                                                                 | Les classes de potència eren B (22 CV o menys), C (23-27 CV), D (28-35 CV) i E (36 CV o més). Això va continuar fins al 1921. Canvi de mides a 6" x 14 3/4". |
|        | 1920                    | Caràcters en relleu de color vermell sobre fons gris. "FLA 20" a l'esquerra.                                                              | Sense lema                           | A-12345                                                                 | Canvi de mides a 6" x 15". |
|        | 1921                    | Caràcters en relleu de color blanc sobre fons marró. "FLA 21" a la dreta.                                                                 | Sense lema                           | 12345-A                                                                 | Canvi de mides a 5 7/8" x 15 1/2". |
|        | 1922                    | Caràcters en relleu de color blanc sobre fons verd fosc. "FLA" i "22" a la dreta.                                                         | Sense lema                           | C-12-345                                                                | El pes del vehicle s'indica en una pestanya d'alumini a la part inferior esquerra. Canvi de mides a 7" x 16" fins 1925. |
|        | 1923                    | Caràcters en relleu de color carabassa sobre fons blau marí. "FLA 23" a baix.                                                             | Sense lema                           | 123-456-C                                                               | El pes del vehicle s'indica en una pestanya d'alumini a la part inferior esquerra. |
|        | 1924                    | Caràcters en relleu de color blanc sobre fons negre."FLA 24" a baix.                                                                      | Sense lema                           | 123-456-C                                                               | El pes del vehicle s'indica en una pestanya d'alumini a la part inferior esquerra. |
|        | 1925                    | Caràcters en relleu de color carabassa sobre fons verd fosc. "FLA" dins del contorn de l'estat a la dreta i "25" a baix.                  | Sense lema                           | 123-456-C                                                               | El pes del vehicle s'indica en una pestanya d'alumini a la part inferior esquerra. |
|        | 1926                    | Caràcters en relleu de color groc sobre fons negre. "FLA" dins del contorn de l'estat a la dreta i "26" a baix.                           | Sense lema                           | 123-456-C                                                               | Canvi de mides a 6" x 16" fins 1928. |
|        | 1927                    | Caràcters en relleu de color blanc sobre fons negre. "FLORIDA-27" centrat a baix.                                                         | Sense lema                           | 123-456-C                                                               | Primera placa amb el nom complet de l'estat. |
|        | 1928                    | Caràcters en relleu de color groc sobre fons granat. "1928 FLORIDA" centrat a baix.                                                       | Sense lema                           | 123-456-C                                                               | |
|        | 1929                    | Caràcters en relleu de color groc sobre fons blau marí. "19-FLORIDA-29" centrat a baix.                                                   | Sense lema                           | C-123-456                                                               | Canvi de mides a 6" x 15". |
|        | 1930                    | Caràcters en relleu de color blanc sobre fons verd fosc. "FLORIDA–1930" centrat a baix.                                                   | Sense lema                           | 123-456                                                                 | Canvi de mides a 5 1/4" x 12" fins 1950. |
|        | 1931                    | Caràcters en relleu de color blanc sobre fons granat. "1931-FLORIDA" centrat a baix.                                                      | Sense lema                           | 123-456                                                                 | |
|        | 1932                    | Caràcters en relleu de color carabassa sobre fons negre. "FLORIDA-1932" centrat a baix.                                                   | Sense lema                           | 123-456 D12-345                                                         | Primer ús de les classes de vehicle per pes: les sèries totalment numèriques es van utilitzar per a vehicles que pesaven 3.000 lliures o menys, i sèries amb prefixos D per a vehicles de 3.001 lb o més. La cofificació per classe es va utilitzar fin el 1977.                             |
|        | 1933                    | Caràcters en relleu de color negre sobre fons carabassa. "1933-FLORIDA" centrat a baix.                                                   | Sense lema                           | 123-456 12-345D                                                         | |
|        | 1934                    | Caràcters en relleu de color blanc sobre fons negre. "FLA." centrat a dalt, lletra de la classe i "34" a esquerra i dreta respectivament. | Sense lema                           | T12-345 123-456 D12-345 W 1-234                                         | |
|        | 1935                    | Caràcters en relleu de color negre sobre fons groc. "FLA." centrat a dalt, lletra de la classe i "35" a esquerra i dreta respectivament.  | Sense lema                           | T12-345 123-456 D12-345 W12-345                                         | |
|        | 1936                    | Caràcters en relleu de color blanc sobre fons vermell. "FLORIDA 1936" centrat a dalt.                                                     | Sense lema                           | Igual que l'any anterior.                                               | |
|        | 1937                    | Caràcters en relleu de color blanc sobre fons verd fosc. "1937 FLORIDA" centrat a dalt.                                                   | Sense lema                           | 12-345T 123-456 12-345D 1-234 W                                         | |
|        | 1938                    | Caràcters en relleu de color groc sobre fons negre. "FLORIDA" centrat a dalt, "19" a l'esquerra i "38" a la dreta.                        | Sense lema                           | T1-1-234 T10-123 1-12-345 10-1-234 D1-12-345 D10-1-234 W1-1-234 W10-123 | Primera utilització dels codis numèrics del comtat. Va continuar així fins 1975. |
|        | 1939                    | Caràcters en relleu de color vermell sobre fons blanc. "FLORIDA" centrat a baix, "19" a l'esquerra i "39" a la dreta.                     | Sense lema                           | Igual que l'any anterior.                                               | |
|        | 1940                    | Caràcters en relleu de color blanc sobre fons negre. "FLORIDA" centrat a dalt, "19" a l'esquerra i "40" a la dreta.                       | Sense lema                           | Igual que l'any anterior.                                               | |
|        | 1941                    | Caràcters en relleu de color vermell sobre fons blanc. "FLORIDA" centrat a baix, "19" a l'esquerra i "41" a la dreta.                     | Sense lema                           | Igual que l'any anterior.                                               | |
|        | 1942                    | Caràcters en relleu de color blanc sobre fons verd fosc.                                                                                  | Sense lema                           | Igual que l'any anterior.                                               | |
|        | 1942-43                 | Caràcters en relleu de color carabassa sobre fons blau marí. "FLORIDA" centrat a dalt, "19" a l'esquerra i "42" a la dreta.               | Sense lema                           | Igual que l'any anterior i s'afegeix 1WW-123 i 10WW-12                  | Revalidada pel 1943 amb etiquetes blaves degut a la preservació del metall per la Segona Guerra Mundial. Les classes de pes eren les següents: T (<= 2.000 lb), sense lletra (2.001 a 2.500 lb), D (2.501 a 3.500 lb), W (3.501 a 4.500 lb) i WW (>= 4.501 lb). Va continuar així fins 1947. |
|        | 1944                    | Caràcters en relleu de color negre sobre fons groc. "FLORIDA" centrat a dalt, "19" a l'esquerra i "44" a la dreta.                        | Sense lema                           | Igual que l'any anterior.                                               | |
|        | 1945                    | Caràcters en relleu de color groc sobre fons negre. "FLORIDA" centrat a baix, "19" a l'esquerra i "45" a la dreta.                        | Sense lema                           | Igual que l'any anterior.                                               | |
|        | 1946                    | Caràcters en relleu de color blanc sobre fons blau marí. "FLORIDA" centrat a dalt, "19" a l'esquerra i "46" a la dreta.                   | Sense lema                           | Igual que l'any anterior.                                               | |
|        | 1947                    | Caràcters en relleu de color blanc sobre fons verd fosc. "FLORIDA" centrat a baix, "19" a l'esquerra i "47" a la dreta.                   | Sense lema                           | Igual que l'any anterior.                                               | |
|        | 1948                    | Caràcters en relleu de color groc sobre fons blau marí. "FLORIDA" centrat a dalt, "19" a l'esquerra i "48" a la dreta.                    | Sense lema                           | Igual que l'any anterior.                                               | Classes de pes iguals que 1942-1947, excepte que s'utilitza la D (2.001 a 2.500 lb) i no hi ha lletra per (2.501 a 3.500 lb). Va continuar així fins 1961. |
|        | 1949                    | Caràcters en relleu de color vermell sobre fons blanc. "FLORIDA" centrat a baix, "19" a l'esquerra i "49" a la dreta.                     | "SUNSHINE STATE" centrat a dalt.     | Igual que l'any anterior.                                               | Primera placa amb lema. |
|        | 1950                    | Caràcters en relleu de color negre sobre fons carabassa. "FLORIDA" centrat a dalt, "19" a l'esquerra i "49" a la dreta.                   | "SUNSHINE STATE" centrat a baix.     | Igual que l'any anterior.                                               | |
|        | 1951                    | Caràcters en relleu de color negre sobre fons groc. "FLORIDA" centrat a baix, "19" a l'esquerra i "51" a la dreta.                        | "KEEP FLORIDA GREEN" centrat a dalt. | Igual que l'any anterior.                                               | Canvi de mides a: 1-7 caràcters, comptant el guionet, si n'hi ha (5 1/4" x 12"), i 8 caràcters (5 1/4" x 12 3/4"). Va continuar així fins al 1955. |
|        | 1952                    | Caràcters en relleu de color groc sobre fons blau. "FLORIDA" centrat a dalt, "19" a l'esquerra i "52" a la dreta.                         | "SUNSHINE STATE" centrat a baix.     | Igual que l'any anterior.                                               | |
|        | 1953                    | Caràcters en relleu de color negre sobre fons carabassa. "FLORIDA" centrat a baix, "19" a l'esquerra i "53" a la dreta.                   | "SUNSHINE STATE" centrat a dalt.     | Igual que l'any anterior.                                               | |
|        | 1954                    | Caràcters en relleu de color carabassa sobre fons blau marí. "FLORIDA" centrat a dalt, i a baix "19" a l'esquerra i "54" a la dreta.      | "SUNSHINE STATE" centrat a baix.     | Igual que l'any anterior.                                               | |
|        | 1955                    | Caràcters en relleu de color negre sobre fons carabassa. "FLORIDA" centrat a baix, i a dalt "19" a l'esquerra i "55" a la dreta.          | "SUNSHINE STATE" centrat a dalt.     | Igual que l'any anterior.                                               | |
|        | 1956                    | Caràcters en relleu de color blanc sobre fons blau marí. "FLORIDA" centrat a dalt, i a baix "19" a l'esquerra i "56" a la dreta.          | "SUNSHINE STATE" centrat a baix.     | Igual que l'any anterior.                                               | Primera placa de mides estàndard 6x12 polzades (15x30cm) |
|        | 1957                    | Caràcters en relleu de color blau marí sobre fons blanc. "FLORIDA" centrat a baix, i a dalt "19" a l'esquerra i "57" a la dreta.          | "SUNSHINE STATE" centrat a dalt.     | Igual que l'any anterior.                                               | |
|        | 1958                    | Caràcters en relleu de color blanc sobre fons negre. "FLORIDA" centrat a dalt, i a baix "19" a l'esquerra i "58" a la dreta.              | "SUNSHINE STATE" centrat a baix.     | Igual que l'any anterior.                                               | |
|        | 1959                    | Caràcters en relleu de color negre sobre fons blanc. "FLORIDA" centrat a baix, i a dalt "19" a l'esquerra i "59" a la dreta.              | "SUNSHINE STATE" centrat a dalt.     | Igual que l'any anterior.                                               | |
|        | 1960                    | Caràcters en relleu de color groc sobre fons blau. "FLORIDA" centrat a dalt, i a baix "19" a l'esquerra i "60" a la dreta.                | "SUNSHINE STATE" centrat a baix.     | Igual que l'any anterior.                                               | |
|        | 1961                    | Caràcters en relleu de color blanc sobre fons verd fosc. "FLORIDA" centrat a baix, i a dalt "19" a l'esquerra i "61" a la dreta.          | "SUNSHINE STATE" centrat a dalt.     | Igual que l'any anterior.                                               | |
|        | 1962                    | Caràcters en relleu de color blau marí sobre fons blanc. "FLORIDA" centrat a dalt, i a baix "19" a l'esquerra i "62" a la dreta.          | "SUNSHINE STATE" centrat a baix.     | Igual que l'any anterior.                                               | Classes de pes iguals que el període 1948-1961, excepte la D utilitzada per a tots els vehicles de 2.500 lb o menys. Això va continuar fins a l'eliminació de les classes de pes el 1977. |
|        | 1963                    | Caràcters en relleu de color blanc sobre fons blau marí. "FLORIDA" centrat a baix, i a dalt "19" a l'esquerra i "63" a la dreta.          | "SUNSHINE STATE" centrat a dalt.     | Igual que l'any anterior.                                               | |
|        | Gener 1964-gener 1965   | Caràcters en relleu de color negre sobre fons carabassa. "FLORIDA" centrat a dalt, i a baix "19" a l'esquerra i "64" a la dreta.          | "SUNSHINE STATE" centrat a baix.     | Igual que l'any anterior.                                               | |
|        | Febrer 1965-febrer 1966 | Caràcters en relleu de color daurat sobre fons vermell. "FLORIDA" centrat a baix, i a dalt "19" a l'esquerra i "65" a la dreta.           | "400TH ANNIVERSARY" centrat a dalt.  | Igual que l'any anterior.                                               | Commemoració del 400è aniversari de la fundació de Saint Augustine, l'assentament fundat per europeus més antic dels Estats Units continentals. |
|        | Març 1966-març 1967     | Caràcters en relleu de color blanc sobre fons blau marí. "FLORIDA" centrat a dalt, i a dalt "19" a l'esquerra i "66" a la dreta.          | "SUNSHINE STATE" centrat a baix.     | Igual que l'any anterior.                                               | |
|        | Abril 1967-abril 1968   | Caràcters en relleu de color blanc sobre fons negre. "FLORIDA" centrat a baix, i a dalt "67" a l'esquerra i "68" a la dreta.              | "SUNSHINE STATE" centrat a dalt.     | Igual que l'any anterior.                                               | |
|        | Maig 1968-maig 1969     | Caràcters en relleu de color blanc sobre fons vermell. "FLORIDA" centrat a dalt, i a baix "68" a l'esquerra i "69" a la dreta.            | "SUNSHINE STATE" centrat a baix.     | Igual que l'any anterior.                                               | |
|        | Juny 1969-juny 1970     | Caràcters en relleu de color blanc sobre fons verd fosc. "FLORIDA" centrat a baix, i a dalt "69" a l'esquerra i "70" a la dreta.          | "SUNSHINE STATE" centrat a dalt.     | Igual que l'any anterior.                                               | |
|        | Juliol 1970-juny 1971   | Caràcters en relleu de color blanc sobre fons blau marí. "FLORIDA" centrat a dalt, i a baix "70" a l'esquerra i "71" a la dreta.          | "SUNSHINE STATE" centrat a baix.     | Igual que l'any anterior.                                               | |
|        | Juliol 1971-juny 1972   | Caràcters en relleu de color vermell sobre fons blanc. "FLORIDA" centrat a baix, i a dalt "72" a la dreta.                                | "SUNSHINE STATE" centrat a dalt.     | Igual que l'any anterior.                                               | |
|        | Juliol 1972-juny 1973   | Caràcters en relleu de color verd sobre fons blanc. "FLORIDA" centrat a dalt, i a baix "73" a la dreta.                                   | "SUNSHINE STATE" centrat a baix.     | Igual que l'any anterior.                                               | |
|        | Juliol 1973-juny 1974   | Caràcters en relleu de color vermell sobre fons blanc. "FLORIDA" centrat a baix, i a dalt "74" a la dreta.                                | "SUNSHINE STATE" centrat a dalt.     | Igual que l'any anterior.                                               | |
|        | Juliol 1974-març 1977   | Caràcters en relleu de color vermell sobre fons blanc. "FLORIDA" centrat a dalt i "75" a l'esquerra.                                      | "SUNSHINE STATE" centrat a baix.     | Igual que l'any anterior.                                               | El registre mensual esglaonat es va introduir el juliol de 1976, amb la caducitat de la placa el mateix mes del registre. Revalidada amb adhesius fins al 1980. |

### Models de 1978 fins avui dia
| Imatge | Data d'expedició                                                                              | Disseny | Lema                                                                   | Combinació utilitzada        | Notes |
| ------ | --------------------------------------------------------------------------------------------- | --- | ---------------------------------------------------------------------- | ---------------------------- | --- |
|        | Abril 1977-febrer 1979                                                                        | Caràcters en relleu de color verd fosc sobre fons reflectant blanc. "FLORIDA" centrat a dalt. | Sense lema                                                             | ABC 123                      | Només s'emet per nous registres. Les lletres I, O i Q no s'utilitzen. Adhesiu amb el nom del comtat afegit a la part inferior el 1978. Revalidada amb adhesius fins al 1987. |
|        | Febrer 1979-febrer 1984                                                                       | Caràcters en relleu de color verd sobre fons reflectant blanc amb mapa de l'estat en taronja al centre. "FLORIDA" centrat a dalt i nom del comtat a baix.                                                           | Sense lema                                                             | ABC 123                      | Lletres M i Z reservades per a concessionaris i vehicles de lloguer respectivament. |
|        | Febrer 1984 - juny 1986                                                                       | Caràcters en relleu de color verd sobre fons reflectant blanc amb mapa de l'estat en taronja al centre. "FLORIDA" centrat a dalt i nom del comtat a baix.                                                           | Sense lema                                                             | 123 ABC                      | Revalidada amb adhesius fins al 1992. |
|        | Juny 1986 - novembre 1991                                                                     | Caràcters en relleu de color vermell sobre fons reflectant blanc amb mapa de l'estat en verd al centre. "FLORIDA" centrat a dalt i nom del comtat a baix.                                                           | Sense lema                                                             | ABC 12D                      | Les primeres plaques utilitzaven un to verd més clar per al mapa de l'estat, mentre que algunes plaques fabricades durant el 1988 tenien el nom de l'estat amb una mida més petita. La lletra O no s'utilitzava (aquesta pràctica continua avui dia); la lletra M estava reservada per a concessionaris i les Y i Z per a vehicles de lloguer. Substituïdes del 1992 al 1996 com a part del cicle de substitució de plaques de cinc anys. |
|        | Novembre 1991 - juliol 1997                                                                   | Mateix disseny que 1979-1984. | Nom del comtat o "SUNSHINE STATE" centrat a baix.                      | ABC 12D                      | El nom del comtat no és possible al comtat de Dade, només el lema "SUNSHINE STATE". |
|        | Juliol 1997 - febrer 1998                                                                     | Caràcters en relleu de color verd sobre fons reflectant blanc amb imatge gràfica d'una taronja sobre mapa de l'estat en verd al centre. "FLORIDA" serigrafiat en taronja i groc centrat a dalt.                     | Nom del comtat o "SUNSHINE STATE" centrat a baix.                      | ABC 12D                      | El nom del comtat no és possible al comtat de Miami-Dade. |
|        | Febrer 1998 – principis 1999                                                                  | Mateix disseny que l'anterior. | Nom del comtat o "SUNSHINE STATE" centrat a baix.                      | AB1 23C A12 34B              | El nom del comtat no és possible al comtat de Miami-Dade. |
|        | Principis 1999 - 2000                                                                         | Mateix disseny que l'anterior. | Nom del comtat o "SUNSHINE STATE" centrat a baix.                      | A12 BCD                      | El nom del comtat no és possible al comtat de Miami-Dade. |
|        | 2000 - desembre 2003                                                                          | Mateix disseny que l'anterior. | Nom del comtat o "SUNSHINE STATE" centrat a baix.                      | A12 BCD                      | El nom del comtat no és possible al comtat de Miami-Dade. |
|        | Decembre 2003 - agost 2004                                                                    | Caràcters en relleu de color verd sobre fons reflectant blanc amb una imatge gràfica d'una branca de taronger en flor i dues taronges sobre la silueta del mapa de l'estat en verd. "MYFLORIDA.COM" centrat a dalt. | Nom del comtat o "SUNSHINE STATE" centrat a baix.                      | A12 BCD X12 BCD (Miami-Dade) | El nom del comtat no és possible al comtat de Miami-Dade. |
|        | Agost 2004 - març 2009                                                                        | Mateix disseny que l'anterior. | Nom del comtat (excepte Miami-Dade) o "SUNSHINE STATE" centrat a baix. | A12 3BC                      | Emesa a tots els comtats excepte al comtat de Miami-Dade. Introducció de tipografia més ampla el 2006 |
|        | Març 2009 - juliol 2015                                                                       | Mateix disseny que l'anterior. | Nom del comtat (excepte Miami-Dade) o "SUNSHINE STATE" centrat a baix. | 123 ABC                      | Emesa a tots els comtats excepte al comtat de Miami-Dade. |
|        | Juliol 2015 - mitjan 2018                                                                     | Mateix disseny que l'anterior. | Nom del comtat (excepte Miami-Dade) o "SUNSHINE STATE" centrat a baix. | A12 BCD                      | Emesa a tots els comtats excepte al comtat de Miami-Dade. |
|        | Mitjan 2018 - agost 2021                                                                      | Mateix disseny que l'anterior. | Nom del comtat (excepte Miami-Dade) o "SUNSHINE STATE" centrat a baix. | IB1 2CD                      | Emesa a tots els comtats excepte al comtat de Miami-Dade. |
|        | Agost 2021 - juny 2022 i abril 2023 - juny 2024                                               | Mateix disseny que l'anterior. | Nom del comtat (excepte Miami-Dade) o "SUNSHINE STATE" centrat a baix. | 12A BCD                      | Emesa a tots els comtats excepte al comtat de Miami-Dade. |
|        | Juny 2022 - abril 2023                                                                        | Mateix disseny que l'anterior. | Nom del comtat (excepte Miami-Dade) o "SUNSHINE STATE" centrat a baix. | CB1 234                      | Emesa a tots els comtats excepte al comtat de Miami-Dade. |
|        | Juny 2024 - avui dia                                                                          | Mateix disseny que l'anterior. | Nom del comtat (excepte Miami-Dade) o "SUNSHINE STATE" centrat a baix. | AB1 23C                      | Emesa a tots els comtats excepte al comtat de Miami-Dade. |
|        | Agost 2004 - finals 2009                                                                      | Mateix disseny que l'anterior. | "SUNSHINE STATE" centrat a baix.                                       | A12 3BC                      | Emesa només al comtat de Miami-Dade. La tipografia va canviar a més ample a mitjan producció. |
|        | Agost 2004-finals 2009                                                                        | Mateix disseny que l'anterior. | "SUNSHINE STATE" centrat a baix.                                       | 123 ABC                      | Emesa al comtat de Miami-Dade, i com a opció alternativa a la resta de comtats. El 2008, l'estat va canviar la substitució obligatòria de la matrícula cada 5 anys a 6. |
|        | Novembre 2009-maig 2021, febrer 2024-juny 2024, octubre 2024-novembre 2024                    | Mateix disseny que l'anterior. | "SUNSHINE STATE" centrat a baix.                                       | ABC D12                      | Emesa al comtat de Miami-Dade, i com a opció alternativa a la resta de comtats. La lletra F està reservada per a motocicletes antigues i la M per a motocicletes. L'estat canvia la substitució obligatòria de la matrícula cada 6 anys a 10. |
|        | Maig 2021-maig 2022, juny 2022-agost 2022, juliol 2023-febrer 2024, novembre 2024-febrer 2025 | Mateix disseny que l'anterior. | "SUNSHINE STATE" centrat a baix.                                       | 12A BCD                      | |
|        | Maig 2022-juny 2022                                                                           | Mateix disseny que l'anterior. | "SUNSHINE STATE" centrat a baix.                                       | 123 4AB                      | |
|        | Agost 2022-juliol 2023, febrer 2025-avui dia                                                  | Mateix disseny que l'anterior. | "SUNSHINE STATE" centrat a baix.                                       | AB1 2CD                      | |
|        | Juny 2024-setembre 2024                                                                       | Mateix disseny que l'anterior. | "SUNSHINE STATE" centrat a baix.                                       | KB1 23C                      | |
|        | Octubre 2008-setembre 2018                                                                    | Mateix disseny que l'anterior. | "IN GOD WE TRUST" centrat a baix.                                      | 123 4AB                      | Emesa a tots els comtats com a placa alternativa sense cost. Progressió de la primera lletra en aquest format: G, H, I, J, B, P, Q, T, U, V, X, Y. |
|        | Febrer 2022-avui dia                                                                          | Mateix disseny que l'anterior. | "IN GOD WE TRUST" centrat a baix.                                      | AB1 2CD                      | |

## Altres tipus

### Personalitzades
Florida ofereix matrícules personalitzades per un suplement, tant en el disseny estàndard de flor de taronger com en els dissenys especials prèvia aprovació i que compleixin un seguit de requisits com són:
- Que pot tenir una combinació d'entre un i set caràcters especificats pel registrant, incloent-hi lletres, xifres, espais i guions. Les motocicletes tenen un màxim de sis caràcters.
- Que en les plaques especials la combinació ha d'estar alineada a l'esquerra i estan limitades a un màxim de cinc caràcters.

### Especials
Florida ofereix la possibilitat d'escollir entre més de 100 dissenys diferents de matrícules especials on els propietaris poden mostrar aquest suport o afiliació a una organització educativa, benèfica o a diverses causes tant locals com nacionals.

### Motocicletes
Les motocicletes utilitzen el mateix model de placa que els vehicles de passatgers però amb una combinació 12345A
1234AB, on la primera lletra pot ser una E, K, L, N o R. a partir del 2016 també les combinacions MABC12 o SABC12.

### Concessionari
Els vehicles de concessionari utilitzen el mateix format de placa que els vehicles de passatgers però amb la paraula "DEALER" centrada a baix i una combinació que comença per les lletres "M", "N" o "P".

### Discapacitat
Mateix model de placa que els vehicles de passatgers però amb una combinació de cinc caràcters o sis xifres (ex. Y1BCD, Z1BCD, YB12C, Z, JB12C, VB1CD, 123456) i el símbol internacional d'accessibilitat al darrere, .

### Vehicle personalitzat
Els vehicles personalitzats utilitzen des del 2008 un model de placa amb els caràcters en color blanc sobre un fons vermell amb una franja blanca a l'esquerra amb la inscripció "CUSTOM VEHICLE" (ex. VAB1C)

### Carruatge sense cavalls
Els carruatges sense cavalls utilitzen un model de matrícula amb els caràcters en blanc sobre fons vermell i amb la inscripció "HORSELESS CARRIAGE" a l'esquerra d'una combinació de cinc xifres.